# 효고구
효고구(일본어: 兵庫区)는 일본 효고현 고베시의 구이다. 서쪽은 나가타구, 동쪽은 주오구, 북쪽은 기타구와 접한다.
나라 시대에 오와다 정박지(훗날 효고진, 현재의 고베항)가 구축되고 헤이안 시대에 다이라노 기요모리가 오와다 정박지를 이용해 교가섬을, 인접하는 곳에 수도 후쿠하라쿄를 건조했다. 이 때문에 이치노타니의 전투에서는 다이라 씨 북쪽 진영이 구축되어 전장이 되었다.
에도 시대에는 구 남부에 해당하는 지역의 인구가 1만 명이 넘는 유수한 규모를 자랑한 항구 도시였다. 메이지 시대의 개항에 의한 문명 개화와 함께 범람을 반복하는 옛 미나토가와강의 효고항으로 향한 흐름을 중간부터 매립해 외국과의 무역으로 번영하고 많은 인구를 거느리는 번화가, 업무 거리인 고베의 중심부가 되었다. 고베 공항의 개항과 함께 일본 국내외의 주요 기업 진출이 진행되어 인구 증가율은 고베 시내에서 가장 높아지고 있다. 특히 단신자 세대의 인구 증가율은 전년 대비 141%로 현저하다. 인구 증가와 함께 의료 설비 등의 정비도 진행되어 연대를 불문하고 주요 환경이 갖추어진 거리라고 할 수 있다.

## 인접한 자치체
- 주오구, 나가타구, 기타구

## 역사
- 1889년 4월 1일 - 고베시가 성립되었다.
- 1931년 9월 1일 - 행정구를 설치해 현 효고구 지역에는 미나토히가시구, 미나토구, 미나토니시구, 하야시다구가 설치되었다.
- 1933년 1월 1일 - 미나토니시구를 효고구로 개칭하였다.
- 1945년 5월 1일 - 행정구를 재편성해 미나토구를 합병하고 미나토히가시구의 일부를 편입하였다.
- 1973년 8월 1일 - 효고구의 북부를 기타구로 분할하였다.

## 교통

### 철도
- 서일본 여객철도
  - 산요 본선 (JR 고베선, 와다미사키선)

- 한신 전기 철도
  - 한신 고베 고속선

- 한큐 전철
  - 한큐 고베 고속선(일본어판)

- 고베 전철
  - 아리마선(일본어판)
  - 고베 고속선(일본어판)

- 고베시 교통국(고베 시영 지하철)
  - 세이신·야마테선
  - 가이간선

### 도로
- 한신 고속도로
- 국도 제2호선
- 국도 제28호선
- 국도 제428호선 (일본)(일본어판)